# لورانس إتش وايت
لورانس إتش وايت (بالإنجليزية: Lawrence H. White)‏ هو اقتصادي أمريكي، ولد في 1954.